# Cima delle Croci
La Cima delle Croci è una vetta di 2501 m s.l.m. situata in Valsesia, più precisamente lungo la dorsale che divide la Val Grande dalla Val Sermenza. È divisa tra i territori comunali di Mollia, Alagna e Alto Sermenza.

## Accesso alla vetta
La cima può essere raggiunta dal Colle del Vallé (a sua volta raggiungibile da Riva Valdobbia) con un itinerario per "Escursionisti Esperti" (EE).